# Riolenmuseum

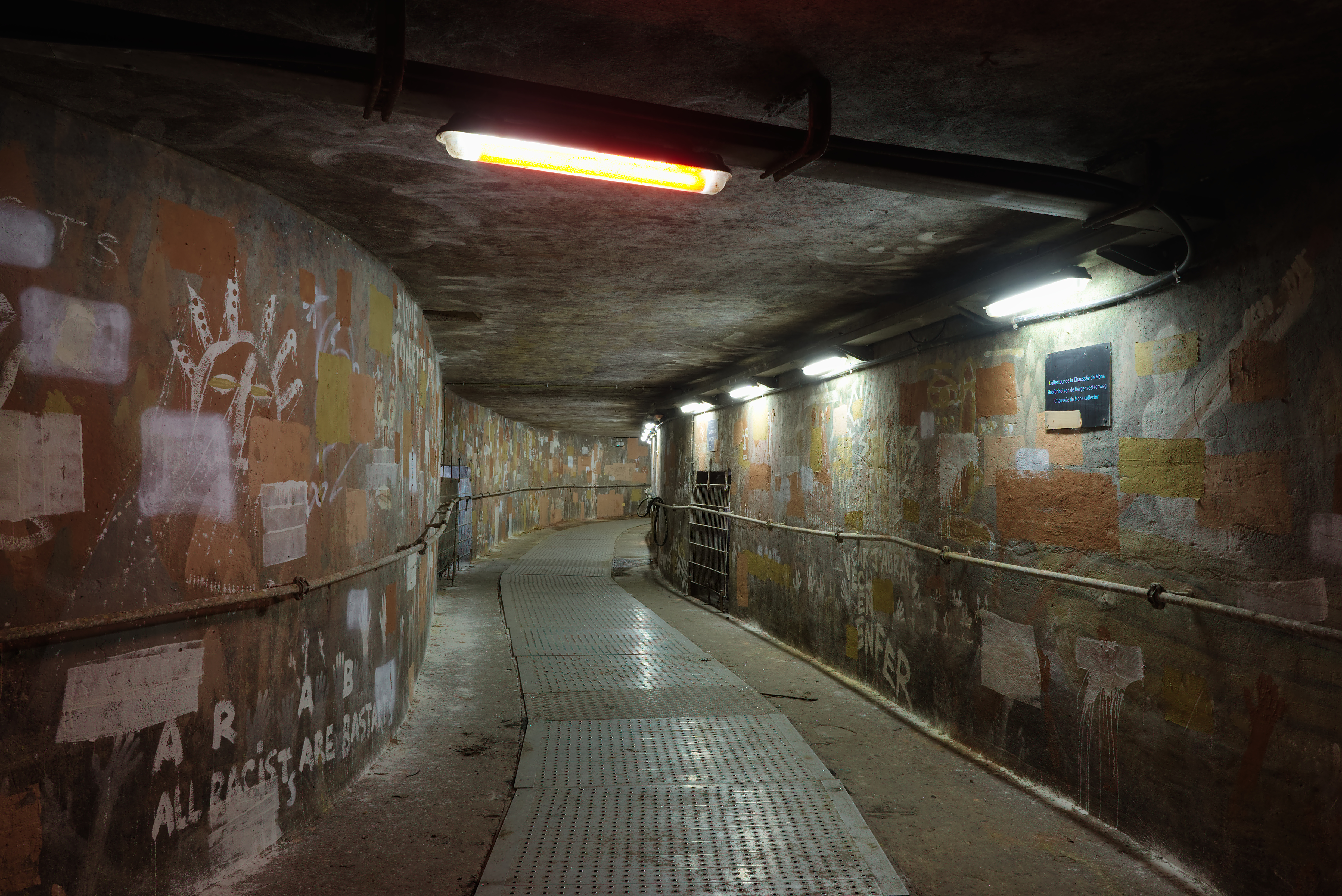
Steeg in het museum

Het Riolenmuseum is een museum in Brussel-stad. Het is gevestigd in twee voormalige octrooipaviljoenen in het midden van de Kleine Ring ter hoogte van de Anderlechtsepoort. Het museum gaat over de geschiedenis van de nu overwelfde Zenne, die vroeger in de openlucht door de Brusselse binnenstad stroomde. Dit riolennetwerk is bijna 400 kilometer lang. Het Riolenmuseum nodigt bezoekers uit voor een reis in deze aders van Brussel. Ook wordt er aandacht besteed aan de cyclus van het water en aan duurzame ontwikkeling. Het museum ging in 1988 open en onderging in 2007 een grondige renovatie en in 2014 opnieuw om in 2015 weer open te gaan.